# Raismes Fest
 (janvier 2013).
Si vous disposez d'ouvrages ou d'articles de référence ou si vous connaissez des sites web de qualité traitant du thème abordé ici, merci de compléter l'article en donnant les références utiles à sa vérifiabilité et en les liant à la section « Notes et références ».
Le Raismes Fest est un festival de musique qui se déroule chaque année à Raismes près de Valenciennes, dans le Nord de la  France. Il est organisé par l'Association Raismoise de la Culture depuis 1998, dans le parc du Château de la Princesse d'Arenberg.
Les styles musicaux représentés sont le rock, le metal (principalement le heavy metal), le hard rock, le metal progressif, le folk metal et le death metal.

## Historique
Les deux premières éditions ont lieu en salle au mois de mai. Puis le festival se déroule en juin 2000 en plein air, dans le parc du Château de la Princesse d'Arenberg, situé à côté de la base de loisirs de Raismes.
L'édition 2001 a lieu pour la première fois en septembre. Le lieu et la période ne changeront plus. 
En 2002, le festival passe à deux jours grâce l'affluence grandissante[source secondaire nécessaire].
En 2004, s'ajoute une deuxième scène, la scène Découverte, pour promouvoir les groupes régionaux et nationaux. 
Le festival doit être annulé en mai 2011, alors que l'affiche était annoncée, la faute à une baisse imprévue des subventions municipales. Une simple journée de soutien est alors organisée le 10 septembre.
En 2012, le Raismes Fest reprend mais sur une seule journée avec une programmation plus large du rock. Cette 14e édition de qualité relance le festival. 
En 2014, la concurrence d'autres festivals (Mennecy Metal Fest, Fall of Summer, etc.) contraint les organisateurs à avancer cette 16e édition. La programmation se recentre sur le hard rock, délaissant les styles plus extrêmes. Le festival reprend le format 2 dates mais délaisse le format samedi/dimanche pour passer au format vendredi/samedi.
En 2015, les organisateurs du festival s'associent à une association de formation et de réinsertion pour permettre à des jeunes déscolarisés de s'impliquer dans l'organisation du festival. À cette occasion, une réplique de la guitare Explorer de 8m de long est installée sur un rond-point de la commune.
En 2017, le festival supprime la petite scène du vendredi et se recentre sur le hard-rock et heavy-metal.
À l'occasion de ses 20 ans, l'organisation du festival choisit de faire appel à un financement participatif pour améliorer l'affiche du festival via la plateforme HelloAsso.

## Budget
En 2008, il est de 148 502€ dont 59 706€ de cachets artistiques.
En 2009, le budget trouve tout juste l'équilibre avec 114 556€ dont 35 342€ de cachets artistiques.
En 2010, le budget remonte à 125 625€ dont 38 190€ pour les artistes.
En 2019, il est de 160 000€ avec 50 000€ de subventions.
En 2024, le budget est de 180 000€ dont 58 000€ pour la programmation.

## Fréquentation
En 2007, Le Raismes Fest atteint sa plus forte affluence avec près de 4000 spectateurs sur le week-end.
- 2010 : 1 456 festivaliers[2]
- 2018 : 2 300 festivaliers sur deux jours[12]
- 2022 : 1 900[13]

## Programmation
Les noms en gras identifient les groupes en tête d'affiche.

### Années 1990

#### Édition 1998
La 1re édition a lieu le 16 mai.

#### Édition 1999
La 2e édition a lieu le 23 mai.

### Années 2000

#### Édition 2000
La 3e édition a lieu le 24 juin.

#### Édition 2001
La 4e édition a lieu le 21 septembre. Le festival change de période de l'année pour éviter la concurrence des festivals d'été.

#### Édition 2002
La 5e édition a lieu les 21 et 22 septembre.

#### Édition 2003
La 6e édition a lieu les 13 er 14 septembre.

#### Édition 2004
La 7e édition a lieu les 11 et 12 septembre. Une seconde scène vient compléter la main stage. Le samedi Black (chanteur du groupe de metal des années 1980 Excalibur) effectue la présentation et l'animation sur la scène. Tygers of Pan Tang remplace Blaze Bayley qui a annulé sa venue quelques semaines plus tôt.

#### Édition 2005
La 8e édition a lieu les 10 et 11 septembre sur 2 scènes.

#### Édition 2006
La 9e édition a lieu les 9 et 10 septembre sur deux scènes.

#### Édition 2007
La 10e édition a lieu les 8 et 9 septembre sur 2 scènes.

#### Édition 2008
La 11e édition a lieu les 13 et 14 septembre sur 2 scènes.

#### Édition 2009
La 12e édition a lieu les 12 et 13 septembre sur 3 scènes.

### Années 2010

#### Édition 2010
La 13e édition a lieu les 11 et 12 septembre.

#### Édition 2011
Cette édition est une journée de soutien au festival lui-même.

#### Édition 2013
La 15e édition a lieu le samedi 14 septembre sur 2 scènes.

#### Édition 2014
La 16e édition a lieu les 5 et 6 septembre sur deux scènes.

#### Édition 2015
La 17e édition a lieu les 11 et 12 septembre.

#### Édition 2016
La 18e édition a lieu les 9 et 10 septembre.

#### Édition 2017
(décembre 2018).

#### Édition 2018
15 et 16 septembre
Artistes présents : 
- Samedi : Sons of Apollo, L.A. Guns, Eclipse, Stocks, Jared James Nichols (en), Bad Touch, Öbiviön, Max Pie, Kinderfield
- Dimanche : Rose Tattoo, Chris Slade Timeline, Praying Mantis, Sticky Boys, Miss America, Rich Robin, Raspy Junker, The Strikes

#### Édition 2019
14 et 15 septembre
Programmation complète :
- Samedi : Come Unstuck, Sweet Needles, Molybaron, 58 Shots, Laura Cox Band, DeWolff, Zodiac, H.E.A.T, Glenn Hughes performs Classic Deep Purple Live
- Dimanche : Octane, Massive, Aaron Buchanan & The Cult Classics (en), Tokyo Blade, Electric Boys (en), The Night Flight Orchestra, Brian Downey's Alive And Dangerous, Leprous, Phil Campbell & The Bastards Sons

### Années 2020

#### Édition 2022
10 et 11 septembre
Artistes présents :
- Samedi : The Darkness, Sidilarsen, Electric Mary, Little Caesar, Lazuli, WolveSpirit, Red Beans & Pepper Sauce, X-Rated FDH
- Dimanche : Octane, Zak Perry and the Beautiful things, Sons of Liberty, Knuckle Head, Grand Slam, Lucifer (multinational band) (en), The Quireboys, Myrath

#### Édition 2023
9 et 10 septembre
Programmation complète :
- Samedi : Cleytone, ZOË, The Electric Alley, Little Odetta, Ganafoul, Ray Wilson, Eclipse, Dizzy Mizz Lizzy (en), H.E.A.T
- Dimanche : Black Hazard, The Mercury Riots, Moho Vivi, Threshold, Robert Jon & the Wreck (en), Electric Mary, Mike Tramp's White Lion, Ian Paice & Purpendicular

#### Édition 2024
7 et 8 septembre
Programmation complète :
- Samedi : Deluxe Renegades, Nemesis H.P, Small Jackets, Kim Melville, Liv Sin, Dätcha Mandala, Gotus, Audrey Horne, Korpiklaani
- Dimanche : Goodgrief, The Georgia Thunderbolts (en), Thomas Frank Hopper, Massive Wagons, Sideburn, Cachemire, Jelusick, D-A-D